# Bélteky Lajos
Ifjabb Bélteky Lajos (Mándok, 1901. április 24. – Budapest, 1980. december 11.) gépészmérnök, hidrológus, a második világháborút követő évtizedek magyar vízkútfúró-iparának egyik meghatározó személyisége.

## Életútja
1926-ban szerzett gépészmérnöki oklevelet a budapesti József Műegyetemen, de már 1925-ben elkezdett segédmérnökként dolgozni a fővárosi Magyar Wolfram Lámpagyárban. 1926-tól 1929-ig az Elektromos Szerelési Vállalat alkalmazásában állt mint építésvezető mérnök, majd két éven át a bábolnai és kisbéri ménesbirtokok villamosítási munkálatainak vezetőjeként tevékenykedett. 1930-ban felvételt nyert a budapesti mérnöki kamarába. 1931-től 1936-ig a Kereskedelemügyi Minisztériumban dolgozott, ezt követően tíz esztendeig az Iparügyi Minisztérium gépészeti főosztályának főmérnöke volt, majd 1946-tól három éven át az Építésügyi és Közmunkaügyi Minisztérium alkalmazta előadóként. 1949-től az Országos Vízgazdálkodási Hivatal mélyfúró csoportjának vezetői tisztségét látta el, ahonnan három év elteltével a Belügyminisztériumba került, itt a földtani főosztály főelőadója volt. 1953-ban átment az Országos Földtani Igazgatósághoz csoportvezető főmérnöknek, ahol 11 esztendőt töltött el. 1964-től 1975-ös nyugdíjba vonulásáig a Vízgazdálkodási Tudományos Kutató Intézet (VITUKI) osztályvezetőjeként dolgozott.
Jelentős mértékben hozzájárult a falusi ivóvízellátás javításához, miután az egyik kezdeményezője volt az úgynevezett törpe vízművek kiépítésének, amelynek segítségével az 1950-es évektől kezdve új alapokra helyezték Magyarországon a kistelepülések ivóvízzel való ellátását. Meghatározó szerepet vállalt többek között hazánk geotermikus viszonyainak feltárásában, a mélyfúrású kutak fejlesztésében és a hazai hévízkataszter összeállításában. Munkásságáért 1960-ban Bogdánfy Ödön-emlékéremmel, 1980-ban Péch Antal-emlékéremmel tüntették ki. 1974-ben a Magyar Hidrológiai Társaság tiszteletbeli tagjává választották.

## Családja
Édesapja Bélteky Lajos (1874–1950) református lelkész, felesége Balázs Ibolya (1904–1989) operaénekesnő volt.